# Pilisvörösvár
Pilisvörösvár [pilišverešvár] (německy Werischwar) je město v Maďarsku v župě Pest, nacházející se asi 8 km severozápadně od Budapešti. Město se nachází pod Pilišskými vrchy. Je správním střediskem stejnojmenného okresu.
V roce 2018 zde žilo 14 148 obyvatel, z nichž jsou 88,1 % Maďaři. Značná část obyvatelstva se hlásí k německé národnosti. Vzhledem k blízkosti Budapešti a procesu suburbanizace po roce 1990 je Pilisvörösvár jedním z mála maďarských měst, jejichž počet obyvatel roste i v posledních třiceti letech.
Pilisvörösvárem protéká potok Aranyhegyi-patak, který se vlévá do Dunaje. Je zde též mnoho rybníků, do nichž patří Cigány-tó, Kacsa-tó, Nagy-tó (popř. Slötyi) a Pálya-tó. Poblíže je též vodní nádrž Házi-réti-víztároló. Město sousedí s obcí Pilisszentiván.
Poblíže se nachází město Piliscsaba. Pomocí silnic 10, 1107 a 1109 se lze ze města dostat i do obcí Csobánka, Pilisborosjenő, Pilisszentiván, Solymár a Üröm. Městem také prochází železniční trať, která vede z Budapešti do Ostřihomi a Komáromu. Kromě hlavního nádraží se na ní nachází i zastávky Vörösvárbánya a Szabadságliget. U druhé uvedené se nachází kalvárie.